# Aleksandr Travin
Aleksandr Konstantinovich Travin (en russe : Александр Константинович Травин, Aleksandr Konstantinovitch Travine), né le 23 juillet 1937 à Moscou et décédé le 15 février 1989, est un ancien joueur soviétique de basket-ball, évoluant au poste de meneur.

## Carrière

### Palmarès
- Finaliste des Jeux olympiques 1964
- Champion du monde championnat du monde 1967
- Médaille de bronze au championnat du monde 1963
- Champion d'Europe 1963
- Champion d'Europe 1965